# Лазаренко, Илья Викторович
Илья Викторович Лазаре́нко (род. 28 июня 1973) — российский политик праворадикального направления, идеолог славянского неоязычества и национал-демократии. Основатель и лидер «Фронта национал-революционного действия» (ФНРД), партии «Национальный Фронт», неонацистской неоязыческой организации «Общество Нави», ставящей своей целью «возрождение русского народа в составе арийских наций белой расы», член «Национал-демократического альянса».

## Биография
Бывший комсомольский активист. Учился в Московской государственной юридической академии.
В 1990 году входил в одну из группировок «Памяти» (Щёголева). В 1991 году примыкал к православно-монархическому союзу «Христианское возрождение» В. Осипова. В конце того же года сменил убеждения и, по собственным словам, занял «православно-фашистские» позиции и стал одним из основателей «Союза русской молодёжи». В 1992—1994 годах руководил выросшем из этого «Союза русской молодёжи» неонацистским православным молодёжным движением, получившим название «Фронт национал-революционного действия». В октябре 1994 года стал лидером молодёжной неонацистской партии «Национальный фронт» расистской и антисемитской направленности. В 1995 году входил в «Партию русских националистов» А. Фёдорова и возглавлял её московскую часть.
Учредитель и издатель газет «Наш марш» (1992—1993, издание прекращено распоряжением Министерства печати и информации РФ после разгона Верховного Совета России) и «Народный строй» (1994—1996).
В 1994 году писал о приходе «Третьей Руси», «тысячелетней национал-социалистической Империи», призванной открыть «эпоху Новой Сакральной Цивилизации».
В декабре 1994 года Лазаренко выступил в расистском духе на семинаре «Будущее России», который был организован на мехмате МГУ, и опубликовал ряд расистских статей в «Народном строе». В результате в марте 1996 года против него было возбуждено уголовное дело за разжигание межнациональной вражды. В 1997 стал первым осуждённым по статье 282 УК РФ (возбуждение национальной, расовой или религиозной вражды).
Находясь под следствием за разжигание межнациональной вражды, Лазаренко порвал с православием и в 1996 году под влиянием основателя эзотерического гитлеризма Мигеля Серрано организовал неоязыческое неонацистское «Общество Нави» («Священную церковь белой расы»). Основы учения Общества изложены в «Книге Нави», составленной Лазаренко в конце 1990-х годов. Ритуальная составляющая не разглашается. Религиозная идеология во многом основана на текстах Мигеля Серрано. «Общество Нави» основано на поклонении двум якобы древнеславянским богам Яви и Нави. Учение Общества является синтезом языческих славянских верований с индоарийскими (ведическими) и зороастрийскими. Одной из своих задач движение ставило истребление людей с «физическим уродством».
В 1997—2000 годах выступил организатором ряда публичных мероприятий (маршей и митингов) за отмену статьи 282 УК РФ, серии акций за независимость штата Техас и марша в поддержку Австрийской партии свободы.
Вошёл в избирательный список движения «За веру и отечество» на выборах в Государственную думу 1999 года, список допущен к выборам не был.
Позднее Лазаренко отошёл от неоязыческой деятельности, и «Церковь Нави» прекратила своё существование. В 2005 году он покаялся и вернулся в православие, однако сохранил свои идеологические ориентиры. В тот же период он примкнул к национал-демократам, разделяющим идеи расизма, и в январе 2007 года  принял участие в конференции русских регионалистов «Новгородское вече», позднее став лидером движения за образование «Залесской Руси». В марте 2010 года стал одним из организаторов «Национал-демократического альянса», поставившего своей целью борьбу за реальную демократию и создание русской политической нации. В декабре 2010 году сразу после беспорядков на Манежной площади Лазаренко возглавил небольшую группу национал-демократов, которые требовали решительных действий против власти.
Со временем Лазаренко стал отмежёвываться от ассоциаций с нацизмом. К 2010-м годам перешёл на антиимперскую позицию.
Упоминался в качестве главного действующего лица скандала вокруг выборов в Саратовскую городскую думу 2006 года. В 2006 году включён в так называемый «Список Гельмана» (список российских неофашистов) как «вождь группировки скинхедов „Клан Нави“».
Летом 2011 года Лазаренко в составе делегации Национал-демократического альянса посетил израильский Кнессет, где провёл встречи с депутатами Аюбом Кара (партия «Ликуд») и Арье Эльдадом (блок «Национальное Единство»)
Принял участие в общегражданском митинге на Болотной площади 10 декабря 2011 года. Член Российского политического комитета.
С осени 2012 года является ведущим передачи «Роза Ветров» на интернет-радио «Либерти Ньюс».
Лазаренко рассматривает нацию в «культурно-политическом смысле». Вместе с другим праворадикальным политиком Алексеем Широпаевым Лазаренко утверждает, что проект «российской нации» провалился, поскольку в приоритете у населения России сохраняется этничность. С этим Лазаренко и Широпаев выступали на Десятых Старовойтовских чтениях 22 ноября 2013 года в Высшей школе экономики в Москве.
6 июля 2017 года Генеральная прокуратура РФ внесла в реестр запрещённых сайтов ряд порталов, которые отнесла к «ресурсам националистического толка», в том числе сайт Лазаренко «Русской фабулы». Активный противник аннексии Крыма Россией. Является постоянным участником Форума свободной России.
В настоящее время — сопредседатель общественно-политического движения Национал-демократический альянс. Руководит движением «Залесская Русь». Эмигрировал на Кипр, живёт в Лимасоле.

## Публикации
- Третья Русь // Народный строй. — 1994. — № 1. — С. 2—4.